# Aviation Development Company

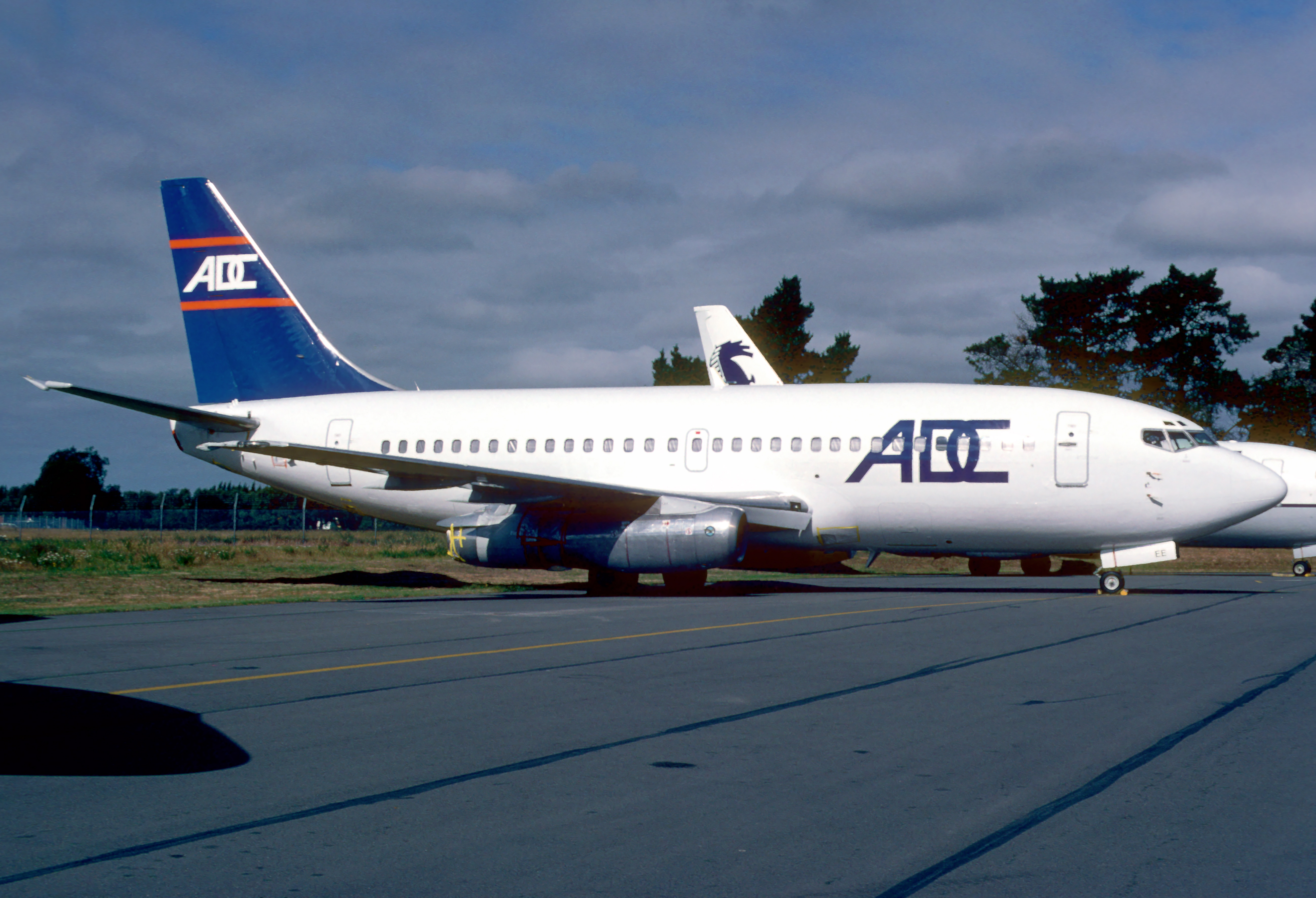
Boeing 737 d'ADC Airlines

ADC Airlines est une compagnie aérienne privée du Nigeria fondée en 1984, basée à Lagos et qui a commencé ses opérations en 1991 (vol charter) et en 1992 pour ses vols réguliers.
Elle a demandé un permis pour desservir des routes internationales. Elle est basée à Lagos, au Aéroport international Murtala-Muhammed.

## Codes
- AITA : Z7
- OACI : ADK
- nom d'appel : ADCO

## Histoire
La compagnie a été fondée en 1984, les opérations aériennes ont débuté en janvier 1991 pour les vols charters, et les vols réguliers sont proposés depuis 1992 (?). À l'origine, elle proposait des liaisons internes vers Calabar, Port Harcourt, Lagos, Abuja et Kaduna, ainsi que des moyens-courriers vers Monrovia au Libéria, Freetown en Sierra Leone, Conakry en Guinée, Banjul en Gambie et Accra au Ghana.
En 2000, il a été décidé de suspendre les opérations aériennes de ADC afin de recapitaliser l'entreprise. En février 2002, un Boeing 737-200 a été acheté et les opérations ont recommencé vers Calabar. Depuis, plusieurs autres Boeing 737 ont rejoint la flotte. La compagnie est détenue par the Aviation Development Company (ADC).

## Services
ADC opère plus de 120 vols par semaine sur les trajets suivants (février 2005):
- Abuja vers Lagos, Sokoto et Yola
- Calabar vers Lagos et Port Harcourt
- Kano vers Sokoto
- Lagos vers Abuja, Calabar, Port Harcourt, Sokoto et Yola
- Port Harcourt vers Calabar et Lagos
- Sokoto vers Abuja et Lagos
- Yola vers Abuja et Lagos

## Incidents et accidents
Durant l'année 1990, plusieurs accidents d'avion ADC Airlines ont eu lieu : 
- En aout 1994 ainsi qu'en juillet 1995, deux incidents non fatals ont été enregistrés à l'aéroport de Monrovia (Spriggs Payne Airport). Les deux mettant en cause des DC-9-31.
- 1996 : l'équipage d'un Boeing 727-231 en vol entre Port Harcourt et Lagos perdit le contrôle de l'avion et s'écrasa, tuant sur le coup les 143 passagers.
- Le 29 juillet 1997 un BAC 111 203AE qui atterrissait à Calabar est sorti de la piste et un moteur a pris feu, cette fois-ci sans faire de victime.

### Le vol 53
Le 29 octobre 2006 un vol de passagers s'est écrasé à proximité de Abuja, la capitale du Nigeria. C'est une radio locale qui a demandé aux secours de se rendre sur place. 140 personnes se trouvaient à bord du Boeing 737-200 qui se rendait à Sokoto. Les rapports médicaux signalent que 11 survivants ont été retrouvés. Le chef spirituel des musulmans nigérians, Sultan Maccido de Sokoto, est mort dans le crash. Son fils, qui était sénateur, le gouverneur adjoint de l'État de Sokoto et au moins un autre sénateur font aussi partie des victimes.

## Flotte
(janvier 2005):
- 4 Boeing 737-200